# Hans-Joachim Kalke
Hans-Joachim Kalke (* 14. Juni 1926 in Lauschütz) ist ein ehemaliger deutscher Politiker und Funktionär der DDR-Blockpartei Demokratische Bauernpartei Deutschlands (DBD).
Kalke ist der Sohn einer Bauernfamilie und trat in die elterlichen Fußstapfen. Nach dem Besuch der Volksschule absolvierte er eine landwirtschaftliche Lehre und wurde Landwirt in Lauschütz. Ab 1956 war er Gemeindevertreter in Lauschütz und von 1958 bis 1963 war als Mitglied der DBD-Fraktion der Volkskammer der DDR.